# Kabam
Kabam (anteriormente Watercooler, Inc.) es una compañía de entretenimiento interactivo fundada en 2006 y con sede en Vancouver, BC. con oficinas en San Francisco, CA y Austin, Texas.
La compañía crea, desarrolla y publica juegos sociales multijugador masivos (MMSG) como  Marvel Contest of Champions para dispositivos móviles. Antes de expandirse a los juegos, Kabam se estableció como un desarrollador de aplicaciones sociales con comunidades de entretenimiento y deportes que suman más de 60 millones de usuarios.
Kabam comercializa freemium juegos para dispositivos móviles y servicio de redes sociales. Los inversores anteriores de la compañía incluían a Alibaba, Canaan Partners, Google, MGM, Intel, Pinnacle Ventures, Redpoint Ventures, Warner Bros. y otros.
La compañía se ha centrado en el desarrollo de "juegos reales" o juegos con una mecánica de juego inmersiva similar a los MMOs más tradicionales, con énfasis en los gastos y apuestas de moneda virtual. A finales de 2009, Kabam lanzó "Kingdoms of Camelot", uno de los primeros juegos de estrategia exitosos en Facebook, pero en junio de 2010, el número de jugadores comenzó a reducirse constantemente.
A partir de abril de 2015, Kabam anunció un cambio en su enfoque para desarrollar juegos móviles AAA. En julio de 2015, Kabam anunció que Marvel Contest of Champions alcanzó $100 millones en ingresos brutos en siete meses, el más rápido de todos los juegos en la historia de Kabam (The Hobbit fue el más rápido a los 13 meses).
A partir del 19 de diciembre de 2016, el estudio de Kabam en Vancouver fue adquirido por Netmarble Games.

## Historia
Kabam fue fundada en 2006 como Watercooler por Kevin Chou, Michael Li, Holly Liu y Wayne Chan, la compañía comenzó enfocada en crear aplicaciones comunitarias para fanáticos del deporte y el entretenimiento, acumulando más de 25 millones de usuarios en Facebook y otras redes sociales. En octubre de 2009, Watercooler obtuvo $5.5 millones en fondos de la Serie B de Betfair, el mayor intercambio de apuestas por Internet del mundo, y Canaan Partners, que participó en los fondos de la Serie A de la compañía en 2007. El 2 de noviembre de 2009, Watercooler lanzó Kingdoms of Camelot en Facebook.
El 3 de agosto de 2010, Watercooler cambió su nombre a Kabam.
En agosto de 2012, Wayne Chan, uno de los cofundadores de Kabam, dejó la compañía. Luego, el 19 de septiembre de 2012, el CEO Kevin Chou anunció que Kabam estaba considerando una IPO. A finales de 2013 se acordó una venta de acciones secundarias que valoró a la compañía en $700 millones, también se anunció en este momento que cuatro de sus juegos, liderados por "Kingdoms of Camelot", recaudaron más de $ 100 millones, con $ 360 millones en ingresos para 2013.
En junio de 2014, Kabam contrató al exvicepresidente de EA Mobile Aaron Loeb como vicepresidente sénior de sus estudios norteamericanos (San Francisco y Vancouver), mientras que en EA Mobile trabajó en The Simpsons: Tapped Out y Monopoly Slots, Kabam esperaba poder proporcionar un enlace a Hollywood Studios. También en junio, Kabam cerró los servidores para The Hobbit: Armies of the Third Age.
Alibaba anunció en julio de 2014 que planeaba invertir $ 120 millones en Kabam, lo que le dio a la compañía una valoración de $ 1 mil millones. Esto permitió que sus juegos se distribuyeran a través de las aplicaciones de Alibaba, incluidas  Mobile Taobao y la aplicación de mensajería Laiwang.
A partir de abril de 2015, Kabam solo se centró en el desarrollo de juegos móviles AAA. Como resultado, se cerraron varios juegos de Kabam, los juegos de Kabam más antiguos se transfirieron a otras compañías y el soporte de Kabam para juegos de terceros disminuyó.
El 13 de agosto de 2015, Machine Zone, creador de Game of War: Fire Age, demandó a Kabam por robo de secretos comerciales. El conflicto se resolvió a satisfacción de ambas compañías un mes después, el 10 de septiembre.
En septiembre de 2015, Kabam, Disney Interactive, Lucasfilm lanzaron Star Wars: Uprising. En septiembre de 2015, Nick Earl, presidente de estudios mundiales, renunció. Mike Verdu fue ascendido a presidente de Kabam Studios y director creativo a cargo del diseño y la calidad del juego del editor. Aaron Loeb fue ascendido a presidente de Kabam Studios y servicios en vivo a cargo de la calidad del servicio.
El 7 de enero de 2016, Kabam anunció que había vendido sus juegos heredados y juegos publicados por terceros a la editorial china GAEA Mobile. Como la reducción en abril de 2015, Kabam cerró una serie de juegos más antiguos que no se transfirieron.
El 22 de febrero de 2016, Kabam despidió al 8 por ciento de la fuerza laboral de su compañía. Kevin Chou, director ejecutivo de Kabam, dijo en una entrevista exclusiva con GamesBeat que la compañía se centrará en los juegos móviles multijugador masivos gratuitos como sus éxitos actuales, Marvel: Contest of Champions y Star Wars: Uprising. Eso significa que Kabam pondrá menos énfasis en los juegos de un solo jugador como "Fast & Furious".
El 23 de junio de 2016, Kabam anunció que venderían Realm of the Mad God a DECA Games.
En julio de 2016, Kabam anuncia que Marvel Contest of Champions alcanzó $ 100 millones en ingresos brutos en siete meses, el más rápido de todos los juegos en la historia de Kabam (The Hobbit fue el más rápido a los 13 meses). En noviembre de 2016, Kabam nombra a Jeff Howell para el puesto recién creado, Director de Tecnología.
En junio de 2016, Kabam se asocia con Lightstorm Entertainment y 20th Century Fox para desarrollar un nuevo y revolucionario juego móvil Avatar.
En agosto de 2016, Kabam y Hasbro se unen para desarrollar Transformers Mobile Game.
En octubre de 2016, Kabam Vancouver se muda a una nueva ubicación TechVibes.
A partir del 1 de marzo de 2017, Kabam fue adquirida por Netmarble.
El 17 de agosto de 2020, Kabam lanzó Marvel Realm of Champions, un derivado de su exitoso juego Marvel Contest of Champions. Ese juego se cerraría el 31 de marzo de 2022.

## Adquisiciones
| Fecha de compra         | Nombre de la compañía  | Objetivos clave | Referencias |
| ----------------------- | ---------------------- | --- | ----------- |
| 22 de octubre de 2010   | WonderHill             | Dragons of Atlantis & Aquarium Life                                                                                              | [ 21 ]      |
| 20 de diciembre de 2011 | Gravity Bear           | Battle Punks | [ 22 ]      |
| 19 de junio de 2012     | Wild Shadow Studios    | Realm of the Mad God | [ 23 ]      |
| 27 de enero de 2012     | Fearless Studios       | Haden Blackman – creador de Star Wars: The Force Unleashed y Cedrick Collomb - anteriormente Director de Ingeniería en LucasArts | [ 24 ]      |
| 3 de diciembre de 2013  | Balanced Worlds        | Bomb Buddies | [ 25 ]      |
| 15 de enero de 2013     | Exploding Barrel Games | Margaritaville | [ 26 ]      |
| 10 de marzo de 2014     | Phoenix Age            | Underworld Empire and Castle Age                                                                                                 | [ 27 ]      |
| 12 de enero de 2015     | Tapzen                 | Mike Verdu – anteriormente trabajó en la franquicia Command & Conquer en EA, también solía trabajar para Zynga                   | [ 28 ]      |
| 12 de enero de 2015     | Magic Pixel Games      | Michael Seegers – ex desarrollador de juegos de EA                                                                               | [ 28 ]      |
| 26 de mayo de 2016      | Superweapon            | Dawn of Steel | [ 29 ]      |

## Videojuegos

### Desarrollados o adquiridos por Kabam
|     | Título                                         | Plataforma                | Desarrolladora original       | Disponible para jugar | Fecha de lanzamiento | Fecha de cierre | Notas |
| --- | ---------------------------------------------- | ------------------------- | ----------------------------- | --------------------- | -------------------- | --------------- | --- |
| 1.  | Fantasy Football                               | Facebook                  | Watercooler                   | No                    | 2009/07/01           | 2010/10         | |
| 2.  | $20K Football Challenge                        | Facebook                  | Watercooler                   | No                    | 2009/08              | 2010/10         | |
| 3.  | 2010 Bracket Challenge                         | Facebook                  | Watercooler                   | No                    | 2009/10/01           | 2010/10         | |
| 4.  | Kingdoms of Camelot                            | Facebook                  | Watercooler                   | Sí                    | 2009/11/06           |                 | Transferido a RockYou y con el apoyo de RockYou a principios de abril de 2015, aunque Kabam todavía alberga el juego y Kabam Rewards aún se aplica al juego.                                  |
| 5.  | Noodle                                         | Facebook                  | Watercooler                   | No                    | 2009/11/12           | 2010/10         | |
| 6.  | Sweet World                                    | Facebook                  | Watercooler                   | No                    | 2010/04/28           | 2011/01/31      | |
| 7.  | Epic Goal                                      | Facebook                  | Watercooler                   | No                    | 2010/06/01           | 2010/11         | |
| 8.  | SI Fantasy Football                            | Facebook, Web             | Kabam                         | No                    | 2010/08/06           | 2011/04         | |
| 9.  | GreenSpot                                      | MySpace                   | WonderHill                    | No                    | 2009                 | 2010/12/02      | |
| 10. | Dog World                                      | MySpace, Facebook         | WonderHill                    | No                    | 2009                 | 2010            | |
| 11. | Enchanted Gardens                              | Facebook                  | WonderHill                    | No                    | 2009/10/12           | 2010            | |
| 12. | Furry Farm                                     | Facebook                  | WonderHill                    | No                    | 2010/03/19           | 2010/12/01      | |
| 13. | Tattoo City                                    | Facebook                  | WonderHill                    | No                    | 2010/06/16           | 2010/12/01      | |
| 14. | Dragons of Atlantis                            | Dragons of Atlantis       | WonderHill                    | Sí                    | 2010/10/06           |                 | Transferido a RockYou y respaldado por RockYou a principios de abril de 2015, aunque Kabam todavía alberga el juego y Kabam Rewards aún se aplica al juego.                                   |
| 15. | Battle Punks                                   | Facebook                  | Gravity Bear Studio           | No                    | 2010/03/02           | 2012/03         | La fecha es para la versión beta, la falta de respuesta del servidor en marzo de 2012 no se anunció y sigue sin resolverse                                                                    |
| 16. | Realm Of The Mad God                           | Web, Kongregate, Steam    | Wild Shadow Studios, Spry Fox | Sí                    | 2010/01/10           | 2016/06/16      | Adquirido por Deca Games el 19 de junio y transferido oficialmente a Deca Games el 23 de junio.                                                                                               |
| 17. | Bomb Buddies                                   | Facebook                  | Balanced Worlds Studio        | No                    | 2012/05/25           | 2013/06         | La falta de respuesta del servidor en junio de 2013 no se anunció y sigue sin resolverse |
| 18. | Castle Age                                     | Facebook                  | Phoenix Age                   | Sí                    | 2009/02              |                 | |
| 19. | Castle Age HD                                  | iOS                       | Phoenix Age                   | Sí                    | 2011/12/15           |                 | |
| 20. | Underworld Empire                              | iOS & Android             | Phoenix Age                   | Sí                    | 2013/01/15           |                 | |
| 21. | DDTank2                                        | Web                       | 7Road                         | No                    | 2013/05/02           | 2015/03/05      | |
| 22. | This Means War                                 | iOS, Android              | Magic Pixel Games, TapZen     | Sí                    | 2014/06/26           |                 | |
| 23. | Hero Force                                     | Facebook                  | Kabam                         | No                    | 2010/08/01           | 2011/04/29      | |
| 24. | Glory of Rome                                  | Facebook                  | Kabam                         | Sí                    | 2010/10/23           |                 | Transferido a RockYou y respaldado por RockYou a principios de abril de 2015, aunque Kabam todavía alberga el juego y Kabam Rewards aún se aplica al juego.                                   |
| 25. | Global Warfare                                 | Facebook, Web             | Kabam                         | No                    | 2011/03/18           | 2012/11/30      | |
| 26. | Samurai Dynasty                                | Facebook                  | Kabam                         | No                    | 2011/03/29           | 2011/11/15      | La fecha es para el lanzamiento beta |
| 27. | Edgeworld                                      | Facebook                  | Kabam                         | No                    | 2011/05/18           | 2018/10         | Transferido a RockYou y respaldado por RockYou a principios de abril de 2015, aunque Kabam todavía alberga el juego y Kabam Rewards aún se aplica al juego.                                   |
| 28. | The Godfather: Five Families                   | Facebook, Kongregate, Web | Kabam                         | No                    | 2011/09/07           | 2019/02         | La fecha es para la versión beta. Transferido a RockYou y respaldado por RockYou a principios de abril de 2015, aunque Kabam todavía alberga el juego y Kabam Rewards aún se aplica al juego. |
| 29. | Kingdoms of Camelot: Battle for the North      | iOS, Android              | Kabam                         | Sí                    | 2011/11/21           |                 | |
| 30. | Thirst of Night                                | Web                       | Kabam                         | No                    | 2011/12              | 2013/01/31      | |
| 31. | Final Eden                                     | Web                       | Kabam                         | No                    | 2012/01/27           | 2012/11/27      | |
| 32. | Mobile Command: Crisis in Europe               | iOS                       | Kabam                         | No                    | 2012/04/04           | 2012/10/08      | Fecha de lanzamiento beta, limitada a Canadá |
| 33. | Arcane Empires                                 | iOS, Android, Facebook    | Kabam                         | Sí                    | 2012/06/26           |                 | La fecha es para la versión beta, limitada a Canadá |
| 34. | Legend Four                                    | iOS                       | Kabam                         | No                    | 2012/07/21           | 2013            | |
| 35. | Trojan War                                     | Web                       | Kabam                         | No                    | 2012/09/03           | 2012/11/19      | |
| 36. | Battle Shard                                   | Web                       | Kabam                         | No                    | 2012/09/12           | 2012/12/04      | La fecha es para el lanzamiento beta |
| 37. | Kabam Slots                                    | iOS, Android              | Kabam                         | No                    | 2012/09/20           | 2014            | |
| 38. | The Hobbit: Kingdoms of Middle Earth           | iOS, Android              | Kabam                         | Sí                    | 2012/10/16           |                 | |
| 39. | The Hobbit: Armies of the Third Age            | Facebook, Web             | Kabam                         | No                    | 2012/11/06           | 2014/06/20      | |
| 40. | Edgeworld Mobile                               | iOS                       | Kabam                         | No                    | 2012/11/06           | 2013/06/24      | La fecha es para la versión beta, limitada a Canadá |
| 41. | Legend Four HD                                 | iOS                       | Kabam                         | No                    | 2012/12/10           | 2013            | |
| 42. | Lich Defense                                   | Android                   | Kabam                         | No                    | 2013/02/01           | 2013            | |
| 43. | Blastron                                       | iOS, Android & Facebook   | Kabam                         | No                    | 2013/01/03           | 2014            | |
| 44. | Farland Wars                                   | Android                   | Kabam                         | No                    | 2013/03/06           | 2013            | |
| 45. | Dark District                                  | iOS                       | Kabam                         | No                    | 2013/03/29           | 2014/07/21      | Fecha de lanzamiento beta, limitada a Canadá |
| 46. | Battle Dodgers                                 | iOS, Android              | Kabam                         | Sí                    | 2013/04/06           |                 | Publicado y respaldado por Galaxy Pest Control. La versión de Android ya no está disponible.                                                                                                  |
| 47. | Dragons of Atlantis: Heirs of the Dragon       | iOS & Android             | Kabam                         | Sí                    | 2013/04/16           |                 | La fecha es para el lanzamiento beta |
| 48. | Fast & Furious 6: The Game                     | iOS, Android, Facebook    | Exploding Barrel Games        | No                    | 2013/05/15           | 2015/06/30      | |
| 49. | Imperium: Galactic War                         | Facebook, Web             | Kabam                         | No                    | 2013/05/22           | 2013/11/04      | |
| 50. | Order of Elements                              | iOS                       | Kabam                         | No                    | 2013/05/31           | 2013/11/11      | |
| 51. | Galactic War: Legacy                           | Android                   | Kabam                         | No                    | 2013/06/12           | 2013/07         | Problemas de carga ocurridos en julio de 2013 |
| 52. | Heroes of Camelot                              | iOS, Android              | Kabam                         | Sí                    | 2013/06/27           |                 | Fecha de lanzamiento beta |
| 53. | Runes of War                                   | iOS, Android              | Kabam                         | Sí                    | 2013/08/26           |                 | Fecha de lanzamiento beta |
| 54. | Eternal Uprising: End of Days                  | iOS, Android              | Kabam                         | No                    | 2013/09/23           | 2014            | |
| 55. | Blast Zone!                                    | iOS                       | Kabam                         | No                    | 2013/10/08           | 2014/08/28      | Fecha de lanzamiento beta |
| 56. | Blood Crown                                    | Web                       | Kabam                         | No                    | 2013/12              | 2014/08/05      | |
| 57. | Wartune: Hall of Heroes                        | iOS, Android              | Kabam                         | Sí                    | 2014/03/06           |                 | |
| 58. | Angel Alliance                                 | Web                       | Kabam                         | Sí                    | 2014/03/11           |                 | Fecha de lanzamiento beta |
| 59. | Ravenmarch: Empire in Flames                   | Facebook                  | Kabam                         | No                    | 2014/04/04           | 2016/02/16      | Luego, con el apoyo de 37GAMES antes del 1 de junio de 2015, pero el juego sufre de largos períodos de inicio de sesión de Facebook roto                                                      |
| 60. | Spirit Lords (Spirit Storm)                    | iOS, Android              | Kabam                         | Sí                    | 2014/05/07           |                 | |
| 61. | Divine Might                                   | iOS, Android              | Kabam                         | Sí                    | 2014/05/09           |                 | Fecha de lanzamiento beta |
| 62. | Blades of Excalibur                            | Facebook, Web             | Kabam                         | No                    | 2014/06/04           | 2015/04         | |
| 63. | The Lord of the Rings: Legends of Middle-earth | iOS, Android              | Kabam                         | Sí                    | 2014/09/18           |                 | Fecha de lanzamiento beta |
| 64. | Metal Skies                                    | iOS, Android              | Kabam                         | No                    | 2014/08/05           | 2015/03/06      | Fecha de lanzamiento beta |
| 65. | Marvel: Contest of Champions                   | iOS, Android              | Kabam                         | Sí                    | 2014/10/02           |                 | Fecha de lanzamiento beta |
| 66. | The Hunger Games: Panem Rising                 | iOS, Android              | Kabam                         | No                    | 2014/10/10           | 2016/03/10      | Fecha de lanzamiento beta |
| 67. | Creature Academy                               | iOS, Android              | Kabam                         | No                    | 2014/10/29           | 2015/04/10      | Fecha de lanzamiento beta |
| 68. | Fast & Furious: Legacy                         | iOS, Android              | Kabam                         | No                    | 2015/01/23           | 2017/01/19      | Fecha de lanzamiento beta |
| 69. | Star Wars: Uprising                            | iOS, Android              | Kabam                         | No                    | 2015/07/08           | 2016/11/17      | Fecha de lanzamiento beta / Fecha para el apagado planificado del servidor |
| 70. | MARVEL United                                  | iOS, Android              | Kabam                         | No                    | 2015/07/09           | 2016/01/03      | Fecha de lanzamiento beta, Android beta solo disponible en Dinamarca y Suecia |
| 71. | Transformers: Forged to Fight                  | iOS, Android              | Kabam                         | Sí                    | 2016/12/05           |                 | La fecha es para el lanzamiento beta |
| 72. | Marvel Realm of Champions                      | iOS & Android             | Kabam                         | No                    | 2020/08/17           | 2022/03/21      | La fecha es para el lanzamiento beta |

### Desarrollados por terceros y distribuidos por Kabam
|     | Título                       | Plataforma                                     | Desarrollador original              | Disponible para jugar | Fecha de lanzamiento | Fecha de cierre | Notas |
| --- | ---------------------------- | ---------------------------------------------- | ----------------------------------- | --------------------- | -------------------- | --------------- | --- |
| 01. | Ministry of War              | Kongregate, Web                                | SnailGames                          | Sí                    | 2010/08              | 2014/02/28      | |
| 02. | Geomon                       | iOS                                            | EsperCorp, Loki Studios             | No                    | 2010/10/01           | 2013/04/17      | |
| 03. | Nadirim                      | Web                                            | Digital Reality, Twisted Tribe Ltd. | No                    | 2010/12/08           | 2013/06/30      | La fecha es para el lanzamiento beta |
| 04. | Dungeon Overlord             | Facebook, Kongregate, Web                      | Nightowl Games                      | Sí                    | 2011                 | 2014/02/28      | |
| 05. | Shadowland Online            | Web                                            | ZQGame                              | Sí                    | 2011/08/08           | 2016/02/16      | La fecha es para el lanzamiento beta |
| 06. | Castlot                      | Web                                            | Power Hosts Technology              | Sí                    | 2011/09              | 2016/01/27      | La fecha es para el lanzamiento beta |
| 07. | Book of Heroes               | iOS, Android                                   | Venan Games                         | Sí                    | 2011/12/01           |                 | |
| 08. | Clash Of the Dragons         | Kongregate, Web                                | 5th Planet Games                    | No                    | 2011/12              | 2014/10/30      | |
| 09. | BloodRealm                   | Kongregate, Facebook, Steam, iOS, Android, Web | RedPoint Labs, Making Fun, Inc.     | Sí                    | 2012/04              | 2014/09/11      | La fecha es para el lanzamiento beta |
| 10. | Rise of the Warriors         | iOS                                            | The Monkey Twins Studios            | Sí                    | 2012/06/28           | 2013            | |
| 11. | Age of Chaos                 | iOS                                            | LVL6                                | No                    | 2012/08/05           | 2013            | |
| 12. | My Singing Monsters          | Android, iOS, Web                              | Big Blue Bubble                     | Sí                    | 2012/09/04           | 2013/02         | |
| 13. | Wrath of Olympus             | iOS                                            | Chocobotsgames, mekalabo            | No                    | 2012/12/07           | 2014            | |
| 14. | Reign of Conquerors          | iOS, Android                                   | Minoraxis                           | Sí                    | 2012/12/19           | 2014            | La fecha es para el lanzamiento beta |
| 15. | Invincible Armada            | Facebook                                       | Neowiz Games                        | No                    | 2012/12/20           | 2014/02/28      | |
| 16. | Kings of the Realm           | Web, iOS, Android                              | DigitGame Studios                   | Sí                    | 2013/04/12           | 2016/01/27      | Kabam publicó versiones móviles del juego el 2 de septiembre de 2014, pero las diferentes versiones nunca fueron compatibles con plataformas cruzadas. Las versiones móviles dejaron de funcionar en enero de 2015 y el soporte del foro Kabam finalizó el 9 de febrero de 2015. |
| 17. | Puzzle Trooper               | iOS, Android                                   | gumi                                | Sí                    | 2013/06/21           | 2014/04/30      | La fecha es para el lanzamiento beta |
| 18. | Moonrise                     | Steam, iOS                                     | Undead Labs, Kabam                  | No                    | 2014/12/03           | 2015/12/31      | Después de lanzamientos limitados en Canadá, Dinamarca y Suecia, se lanzó una versión beta en Steam a principios de marzo con acceso anticipado el 27 de mayo antes de que Jeff Strain, fundador de Undead Labs, anunciara el cierre del juego. Android e iOS fueron las plataformas planificadas originales para el lanzamiento mundial, pero la versión de Android nunca se lanzó cuando el juego se cerró mientras estaba en versión beta. |
| 19. | Slot Galaxy                  | Facebook                                       | Galaxy Star Entertainment           | Sí                    | 2012/03/23           | 2013            | |
| 20. | Slots Tycoon                 | iOS                                            | Zipline Games                       | Sí                    | 2012/05/23           | 2013            | |
| 21. | Slot Galaxy HD Slot Machines | Android                                        | Tap Slots                           | Sí                    | 2012/12/16           | 2013            | |
| 22. | Texas Hold'em Poker          | Web                                            |                                     | Sí                    | ?                    | 2013            | |
| 23. | Galaxy Online 2              | Facebook, Web                                  | I Got Games                         | Sí                    | 2010                 | 2016/02/16      | |
| 24. | Wings of Destiny             | Facebook, Web                                  | I Got Games                         | Sí                    | 2012/09/13           | 2016/02/16      | |
| 25. | Call of Gods                 | Kongregate, Web                                | Biyojoy Network Technology          | Sí                    | 2010                 | 2016/02/16      | |
| 26. | Glory of Gods                | Kongregate, Web                                | Biyojoy Network Technology          | Sí                    | 2012/12/03           | 2014/02/28      | |
| 27. | Pirates: Tides of Fortune    | Web                                            | Plarium                             | Sí                    | 2012/01/12           |                 | |
| 28. | Stormfall: Age of War        | Facebook, Web                                  | Plarium                             | Sí                    | 2012/11/01           |                 | |
| 29. | Crystal Saga                 | Kongregate, Web                                | Reality Squared Games               | Sí                    | 2011/08              | 2016/02/12      | Todos los jugadores que presentaron un boleto para los juegos de reality square transfirieron a sus personajes a r2games.com en uno de sus servidores |
| 30. | Yitien                       | Web                                            | Reality Squared Games               | Sí                    | 2013/04/09           | 2016/02/12      | La fecha es para el lanzamiento beta |
| 31. | Demon Slayer (Wartune)       | Facebook, Web                                  | Reality Squared Games               | Sí                    | 2012/08/13           |                 | |
| 32. | Wartune                      | Facebook, Web                                  | Reality Squared Games               | Yes                   | 2012/08/13           |                 | Yahoo! la versión del juego se cerró el 31 de marzo de 2014 y la transferencia de progreso a otras versiones del juego no fue posible. |

Notas:
La fecha de lanzamiento indica cuándo un juego está disponible para jugar, incluidas las versiones beta abiertas y cerradas.
Para los juegos desarrollados por otros estudios y distribuidos por Kabam, la fecha de cierre es cuando Kabam suspendió su apoyo a los juegos. Esos juegos aún pueden ser distribuidos por otros editores, o disponibles para jugar en servidores alojados por compañías que no sean Kabam.